# Флаг Сузунского района
Флаг муниципального образования Сузу́нский район Новосибирской области Российской Федерации — опознавательно-правовой знак, служащий официальным символом муниципального образования и знаком единства его населения.
Флаг утверждён 16 ноября 2006 года и внесён в Государственный геральдический регистр Российской Федерации.

## Описание
«Флаг Сузунского района представляет собой прямоугольное полотнище, по центру которого на котором в зелёном поле изображён золотой безант (монета) с червлёной прорисовкой двух обращённых друг к другу соболей, стоящих на постаменте и держащих овальный картуш, увенчанный пятизубцовой короной и 15 колец; сопровождаемый вверху серебряной еловидно опрокинутой главой, внизу лазуревой полосой, имеющей серебряную кайму.
Отношение ширины флага к длине составляет соответственно 2:3.
Отношение диаметра безанта к ширине флага составляет 9:16, отношение лазуревой полосы с серебряной каймой к ширине флага — 1:8, отношение серебряной каймы к ширине лазуревой полосы — 1:3, ширина серебряной еловидно опрокинутой главы к ширине флага — 11:32».
«Флаг Сузунского района представляет собой прямоугольное полотнище, состоящее из трёх разновеликих горизонтальных полос зелёного, белого и синего цветов. Соотношение ширины полос к ширине флага соответственно 16:20, 1:20 и 3:20. В верхней части полотнища изображены четыре белые елевидные фигуры, примыкающие широким основанием к верхнему краю полотнища, соотношение ширины которых к ширине флага составляет 7:20.
В центре зелёной полосы изображена жёлтая монета (шар) с красной прорисовкой двух обращённых друг к другу соболей, стоящих на постаменте и держащий овальный картуш, увенчанный пятизубцовой короной и 15 колец по окружности. Соотношение диаметра шара к длине флага составляет 1:3.
Отношение ширины флага к его длине 2:3».

## Символика флага
Флаг Сузунского района разработан на основе герба Сузунского района.
Зелёный цвет — символ надежды, изобилия, возрождения, жизненных сил. Вместе с еловидными фигурами символизируют Сузунский район как один из самых лесистых районов области, в котором лесное хозяйство играет одну из ведущих ролей.
Белый цвет (серебро) — символ веры, чистоты, искренности, благородства, преданности избранному делу, а также олицетворяет суровые природные условия, сибирскую долгую зиму.
Жёлтый цвет (золото) — символ радушия, гостеприимства, справедливости, а также развитого сельского хозяйства — «золотых» полей, являющегося одним из основных источником богатства и благополучия жителей района.
Безант — монета с видоизменённым историческом гербом Сибири символизирует славное историческое прошлое района, сибирскую монету, чеканившуюся на Сузунском монетном дворе в 1766—1781 годах. 15 колец символизируют 15 муниципальных образований, входящих в состав района. Аллегорически кольца представляют многонациональное население района, объединённых единством целей, интересов, общей историей и судьбой.
Красный цвет — символ мужества, смелости, любви, памяти о жителях района, отдавших свою жизнь, защищая Отечество, кроме того, красный цвет символизирует промышленность Сузунского района.
Синий цвет — символ благополучия, мира, верности, движения вперёд, больших водных ресурсов района, через который протекает великая сибирская река Обь и её многочисленные притоки.